# 17143 Andrewbrinton
17143 Andrewbrinton este o planetă minoră (asteroid) din centura de asteroizi. A fost descoperită pe 12 mai 1999 la Experimental Test Site⁠(d) de Lincoln Near-Earth Asteroid Research. 
Obiectul prezintă o orbită caracterizată de o semiaxă mare de 3,0481727 UAi, o excentricitate de 0,07, o înclinație de 9,62654 ° în raport cu ecliptica.